# Całka podwójna
Całka podwójna to całka po dwóch zmiennych z funkcji dwóch zmiennych {\displaystyle z=f(x,y){:}}
{\displaystyle \iint \limits _{D}f(x,y)\;dx\;dy.}
Całka ta ma interpretację objętości zawartej między płaszczyzną {\displaystyle z=0} a powierzchnią {\displaystyle z=f(x,y).}
Jest szczególnym przypadkiem całki wielokrotnej.

## Zamiana na całkę iterowaną
Jeżeli {\displaystyle D} jest obszarem normalnym względem osi OX, tzn. {\displaystyle D=\{a\leqslant x\leqslant b;\ g(x)\leqslant y\leqslant h(x)\},} to
{\displaystyle \iint \limits _{D}f(x,y)\;dx\;dy=\int \limits _{a}^{b}{\bigg (}\int \limits _{g(x)}^{h(x)}f(x,y)\;dy{\bigg )}\;dx.}
Analogicznie zamieniamy na całkę iterowaną całkę po obszarze normalnym względem osi OY. (Prostokąt jest obszarem normalnym zarówno względem osi OX, jak i OY). Jeżeli obszar {\displaystyle D} nie jest obszarem normalnym, dzielimy go na obszary normalne.

## Zamiana zmiennych
Załóżmy, że obszar regularny domknięty {\displaystyle D} jest obrazem obszaru regularnego domkniętego {\displaystyle \Omega } we wzajemnie jednoznacznym przekształceniu
{\displaystyle \Phi =\{x=x(u,v),\ y=y(u,v)\},}
które jest klasy C1 w pewnym obszarze zawierającym obszar {\displaystyle \Omega ,} oraz
którego jakobian {\displaystyle J={\frac {D(x,y)}{D(u,v)}}={\begin{vmatrix}x'_{u}&x'_{v}\\y'_{u}&y'_{v}\end{vmatrix}}} jest różny od zera wewnątrz {\displaystyle \Omega ,}
zaś {\displaystyle f} jest dowolną funkcją ciągłą w {\displaystyle D.} Wtedy
{\displaystyle \iint \limits _{D}f(x,y)\;dx\;dy=\iint \limits _{\Omega }f(x(u,v),\ y(u,v))|J|\;du\;dv.}
Uwaga. {\displaystyle |J|} oznacza wartość bezwzględną jakobianu, zaś {\displaystyle x'_{u}={\frac {\partial x}{\partial u}},\ x'_{v}={\frac {\partial x}{\partial v}},\ y'_{u}={\frac {\partial y}{\partial u}},\ y'_{v}={\frac {\partial y}{\partial v}}} oznaczają pochodne cząstkowe.